# Rhône-Alpes
Rhône-Alpes từng là một vùng của nước Pháp, bao gồm tám tỉnh: Ain, Ardèche, Drôme, Isère, Loire, Rhône, Savoie và Haute-Savoie. Thủ phủ của vùng này là thành phố Lyon. Từ ngày 1 tháng 1 năm 2016, lãnh thổ này là bộ phận của vùng mới Auvergne-Rhône-Alpes.